# Longgenacris maculacarina
Longgenacris maculacarina är en insektsart som beskrevs av You, Q. och T. Li 1983. Longgenacris maculacarina ingår i släktet Longgenacris och familjen gräshoppor. Inga underarter finns listade i Catalogue of Life.